# Calwelliidae
Calwelliidae é uma família de briozoários pertencentes à ordem Cheilostomatida.
Géneros:
- Calwellia Wyville Thomson, 1858
- Ichthyaria Busk, 1884
- Ijimaiellia Gordon, 2009
- Malakosaria Goldstein, 1882
- Onchoporella Busk, 1884
- Onchoporoides Ortmann, 1890
- Wrigiana Gordon & d'Hondt, 1997